# نبي بخش بوتو
نواب نبي بخش خان بوتو (2 يناير 1887 – 6 ديسمبر 1965) محامي باكستاني وزعيم سياسي، كان عضوًا في الجمعية التشريعية قبل تقسيم الهند حتى 14 أغسطس 1947.  وكان أيضًا شقيق شاه نواز بوتو والد ذو الفقار علي بوتو، وهو مشهور بكونه والد ممتاز بوتو حاكم إقليم السند الثامن، وجد أمير بخش بوتو.